# Dracaena gabonica
Dracaena gabonica är en sparrisväxtart som beskrevs av Henri Hua. Dracaena gabonica ingår i släktet dracenor, och familjen sparrisväxter. Inga underarter finns listade i Catalogue of Life.